# Theater Interaktiwo
Das Theater Interaktiwo ist ein Privattheater in Bremen, das im Jahr 2002 aus ehemaligen Ensemblemitgliedern des Waldau Theater – Komödie Bremen gegründet wurde.

## Geschichte
Der erste öffentliche Auftritt fand 2002 innerhalb der Stadtteilshow Der Gute Abend in einer Moschee statt. Seitdem ist das Ensemble bei diversen interaktiven Auftritten in Bremen und „umzu“ vertreten. Die bereits 1995 begonnene Kooperation zwischen der Bremer Touristik-Zentrale und dem Waldau Theater – Komödie Bremen wurde nach dem Ende des Waldau Theaters – Komödie Bremen vom Theater Interaktiwo fortgesetzt und ist die am längste laufende Open-Air-Produktion in der Stadt Bremen.
2004 begann das Theater eine Kooperation mit dem Bestattungshaus Niedersachsen in Bremen. Diese Kooperation hat sich inzwischen auf Hannover und Springe ausgeweitet. Im Jahr 2006 begann das Theater mit einer eignen Radiosendung bei Radio Weser.TV. 2007 war das Theater Interaktiwo für den International Funeral Award nominiert.
2009 ist das Theater zum Staatsakt 60 Jahre Deutschland in Berlin auf der Tiergartenbühne aufgetreten. Außerdem hat es als Vertreter Bremens an den Feierlichkeiten auf dem Gendarmenmarkt teilgenommen. Seit 2009 arbeitete das Theater mit dem Hanseatischen Medienbüro zusammen. Seit 2010 verfügte das Theater Interaktiwo über einen Kanal bei YouTube.